# Anna Kotikova
Anna Michajlovna Kotikova (in russo Анна Михайловна Котикова?; Šuja, 13 ottobre 1999) è una pallavolista russa, schiacciatrice della Savino Del Bene.

## Caratteristiche tecniche
Gioca principalmente nel ruolo di schiacciatrice, disimpegnandosi occasionalmente in quello di opposto.

## Carriera

### Club
Muove i primi passi nello Šujanočka, club della sua città natale in cui milita insieme alla gemella Anastasija. Nel 2014 approda nel settore giovanile della Dinamo-Kazan, ottenendo qualche convocazione in prima squadra nel finale delle annate 2014-15 e 2015-16; viene quindi promossa definitivamente nella formazione di Superliga nella stagione 2017-18, militandovi per un quadriennio (nel corso del quale il club cambia denominazione in Dinamo-Ak Bars) e vincendo uno scudetto, tre edizioni della Coppa di Russia e una Supercoppa russa.
Dopo un'annata con la Dinamo Krasnodar, nel campionato 2022-23 si trasferisce in Francia, dove prende parte alla Ligue A per due stagioni con il Volero Le Cannet, aggiudicandosi uno scudetto e una Supercoppa francese. Nella stagione 2024-25, invece, è di scena in Italia, disputando la Serie A1 con la Savino Del Bene.

### Nazionale
Fa parte della nazionale russa under 19 che vince la medaglia d'oro al campionato europeo 2016, dove viene anche premiata come MVP e miglior opposto, mentre con l'under 20 si aggiudica l'argento al campionato mondiale 2017, ottenendo un altro riconoscimento come miglior opposto. 
Dopo aver vinto l'oro con la selezione universitaria alla XXIX Universiade, nel 2018 debutta in nazionale maggiore in occasione della Volleyball Nations League.

## Palmarès

### Club
- Campionato russo: 1

2019-20
- Campionato francese: 1

2022-23
- Coppa di Russia: 3

2017, 2019, 2020
- Supercoppa russa: 1

2020
- Supercoppa francese: 1

2023

### Nazionale (competizioni minori)
- Campionato europeo under 19 2016
- Campionato mondiale under 20 2017
- Universiade 2017
- Montreux Volley Masters 2018

### Premi individuali
- 2016 - Campionato europeo under 19: MVP
- 2016 - Campionato europeo under 19: Miglior opposto
- 2017 - Campionato mondiale under 20: Miglior opposto